# Burdett (Kansas)
Pour les articles homonymes, voir Burdett.
Burdett est une municipalité américaine située dans le comté de Pawnee au Kansas. Sa population est de 247 habitants en 2010.

## Géographie
Située sur la Pawnee River, la municipalité s'étend alors sur une superficie de 0,27 mille carré (0,7 km2).

## Histoire
Le village de Brown's Grove est fondé en 1876 ; un bureau de poste y ouvre l'année suivante.
En 1886, ses habitants se déplacent pour se rapprocher des voies du chemin de fer, l'Atchison, Topeka and Santa Fe Railway. Le nouveau bourg est nommé d'après l'humoriste Robert Jones Burdette (en). Le bureau de poste est déplacé et prend le nom de Burdett l'année suivante,.
Burdett devient une municipalité en 1961.

## Démographie
Lors du recensement de 2010, Burdett compte 247 habitants. Selon l'American Community Survey de 2018, sa population est presque exclusivement blanche et parle l'anglais à la maison (plus de 99 %). Son taux de pauvreté, proche de 18 %, est supérieur à la moyenne nationale.